# Verlagsprogramm
Ein Verlagsprogramm umfasst die Gesamtzahl der Produkte eines Verlags. 
Der Programmleiter bzw. der Verleger verantworten dessen Planung; die Vertriebsabteilung und die kaufmännische Leitung haben häufig ein Mitspracherecht. Das Programm besteht in erster Linie aus den Neuerscheinungen (Frontlist) sowie im weiteren Sinne aus den bereits erschienenen Titeln (Backlist). Die Gestaltung eines Verlagsprogramms erfolgt über die Neuerscheinungen, die gewöhnlich ein bis drei Jahre im Voraus geplant werden. Bei Buchverlagen im deutschsprachigen Raum ist ein halbjährlicher Programmrhythmus mit Frühjahrs- und Herbstprogramm üblich. Für jedes Programm wird frühzeitig eine gedruckte oder online bereitgehaltene Programmvorschau für den Buchhandel produziert. 
Das Verlagsprogramm ist das wichtigste Instrument zur Gestaltung des Verlagsprofils, das über mittel- und langfristige Zeiträume aufgebaut wird. Gegenüber Buchhandel und Presse erleichtert ein profiliertes Programm den Auftritt, da es im Vornherein eine Erwartungshaltung erzeugt. Zur besseren Verteilung der Aufmerksamkeit bei Buchhandel und Presse werden große Verlagsprogramme mittels Imprints unterteilt. Das Programmprofil strukturiert auch die Vorentscheidungen über neue Titel, die aufgenommen werden, weil sie in das Programm passen, oder abgelehnt, weil für einen vielversprechenden, aber programmfremden Titel ein zusätzlicher Werbeaufwand notwendig wäre. 